# Dingosa humphreysi
Dingosa humphreysi är en spindelart som först beskrevs av McKay 1985.  Dingosa humphreysi ingår i släktet Dingosa och familjen vargspindlar. Inga underarter finns listade i Catalogue of Life.